# Sam Feldt
Sam Feldt (* 1. August 1993 in Boxtel; eigentlich Sammy Renders) ist ein niederländischer Deep-House- bzw. Tropical-House-DJ, der 2015 durch seinen Hit Show Me Love bekannt wurde.

## Biografie

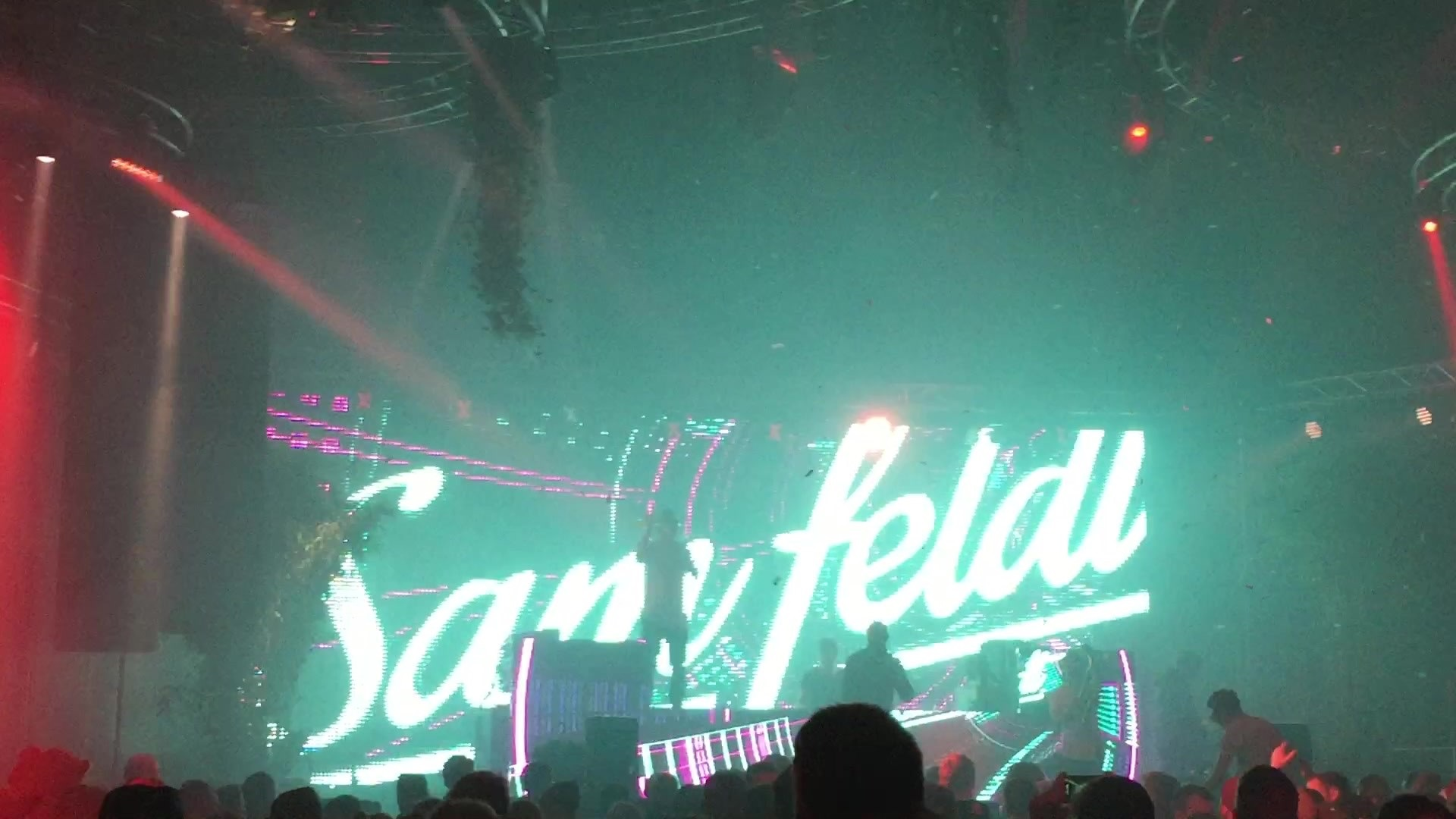
Sam Feldt beim Airbeat One 2016

Sam Feldt wuchs in einem musikalischen Zuhause auf, sein Vater war Gitarrist in einer Band und er selbst bekam ab dem Alter von sechs Jahren Klavierunterricht. Später wandte er sich der elektronischen Musik zu und hatte schon längere Zeit House produziert, bevor er 2013 erste Stücke online stellte. Es dauerte ein Jahr, bis Spinnin’ Records ihn entdeckte und unter Vertrag nahm. Mit Remixversionen von Sander van Doorns Guitar Track und Stay Alive von Jose Gonzalez erreichte er Platz 1 bei Hype Machine und siebenstellige Aufrufzahlen auf seiner SoundCloud-Seite. Mit Bloesem zusammen mit De Hofnar und Hot Skin machte er Ende 2014 auch mit eigenen Stücken auf sich aufmerksam. Anfang 2015 folgte eine Reihe von Auftritten in Nordamerika.
Im Februar 2015 veröffentlichte er dann Show Me Love, ein Remake des Hits von Robin S. aus dem Jahr 1994. Sam Feldt hatte die Gesangsversion der Britin Kimberly Anne im Internet entdeckt und machte daraus seine Tropical-House-Version. Das Lied war nicht nur in der Dance-Szene ein Erfolg. Es wurde von Universal Music unter Lizenz genommen und weltweit veröffentlicht. Bis zum Sommer schaffte es europaweit und auch in Australien den Sprung in die offiziellen Charts und erreichte in den britischen Charts Platz 4.
Am 17. Januar 2016 wurde die erste Episode von Heartfeldt Radio veröffentlicht, einem wöchtlich erscheinenden Musikmix unter der Leitung und Moderation von Sam Feldt. Die etwa einstündige Radiosendung wird auch von einigen Radiosendern weltweit ausgestrahlt.
2020 gründete er das Plattenlabel Heartfeldt Records, wo er von da an seine Produktionen veröffentlichte.
Sam Feldt ist seit Anfang 2022 Teil des Projekts Endless Summer, zusammen mit Jonas Blue. Ihre erste Single Till the End mit Sam DeRosa erschien am 6. Mai 2022.

## Diskografie

### Studioalben
- 2017: Sunrise

### Kompilationen
- 2017: Sunrise to Sunset

### Remixalben
- 2018: After the Sunset

### EPs
- 2016: Been a While
- 2019: Magnets

### Singles
| Jahr | Titel Album                                | Höchstplatzierung, Gesamtwochen, AuszeichnungChartplatzierungen (Jahr, Titel, Album, Platzierungen, Wochen, Auszeichnungen, Anmerkungen) | Höchstplatzierung, Gesamtwochen, AuszeichnungChartplatzierungen (Jahr, Titel, Album, Platzierungen, Wochen, Auszeichnungen, Anmerkungen) | Höchstplatzierung, Gesamtwochen, AuszeichnungChartplatzierungen (Jahr, Titel, Album, Platzierungen, Wochen, Auszeichnungen, Anmerkungen) | Höchstplatzierung, Gesamtwochen, AuszeichnungChartplatzierungen (Jahr, Titel, Album, Platzierungen, Wochen, Auszeichnungen, Anmerkungen) | Höchstplatzierung, Gesamtwochen, AuszeichnungChartplatzierungen (Jahr, Titel, Album, Platzierungen, Wochen, Auszeichnungen, Anmerkungen) | Höchstplatzierung, Gesamtwochen, AuszeichnungChartplatzierungen (Jahr, Titel, Album, Platzierungen, Wochen, Auszeichnungen, Anmerkungen) | Anmerkungen                                                          |
| Jahr | Titel Album                                | DE | AT | CH | UK | Dance | NL | Anmerkungen                                                          |
| ---- | ------------------------------------------ | --- | --- | --- | --- | --- | --- | -------------------------------------------------------------------- |
| 2015 | Show Me Love –                             | DE39 Gold · (22 Wo.)DE | AT30 (14 Wo.)AT | CH38 (12 Wo.)CH | UK4 Platin · (21 Wo.)UK | Dance13 (22 Wo.)Dance | — | Erstveröffentlichung: 16. Februar 2015 feat. Kimberly Anne           |
| 2015 | Show Me Love (EDX’s Indian Summer Remix) – | — | — | — | — | — | NL19 (16 Wo.)NL | Erstveröffentlichung: 14. Juni 2015                                  |
| 2016 | Feel the Love (Sam Feldt Edit) –           | — | — | — | — | — | NL27 (9 Wo.)NL | Erstveröffentlichung: 20. Mai 2016 von Janieck                       |
| 2016 | Summer on You –                            | — | — | — | — | — | NL4 (21 Wo.)NL | Erstveröffentlichung: 22. Juli 2016 mit Lucas & Steve feat. Wulf     |
| 2017 | Yes Sunrise                                | — | — | — | — | Dance49 (1 Wo.)Dance | — | Erstveröffentlichung: 17. August 2017 feat. Akon                     |
| 2017 | Be My Lover Sunrise                        | — | — | — | — | — | NL30 (4 Wo.)NL | Erstveröffentlichung: 1. Dezember 2017 mit Alex Schulz               |
| 2018 | Know You Better –                          | — | — | — | — | Dance33 (1 Wo.)Dance | — | Erstveröffentlichung: 26. April 2018 mit Lvndscape feat. Tessa Odden |
| 2019 | Post Malone Magnets EP                     | DE46 Gold · (38 Wo.)DE | AT50 Platin · (39 Wo.)AT | CH59 (40 Wo.)CH | UK10 Platin · (25 Wo.)UK | Dance4 Platin · (52 Wo.)Dance | NL5 (19 Wo.)NL | Erstveröffentlichung: 24. Mai 2019 feat. RANI                        |
| 2019 | Winter Wonderland –                        | — | — | CH78 (1 Wo.)CH | — | — | — | Erstveröffentlichung: 1. November 2019                               |
| 2020 | 2 Hearts –                                 | — | — | — | — | Dance29 (3 Wo.)Dance | NL36 (7 Wo.)NL | Erstveröffentlichung: 10. Januar 2020 mit Sigma feat. Gia Koka       |
| 2020 | Hold Me Close –                            | — | — | — | — | Dance30 (9 Wo.)Dance | — | Erstveröffentlichung: 27. März 2020 feat. Ella Henderson             |
| 2020 | Far Away from Home –                       | DE— aDE | — | — | — | — | NL8 (19 Wo.)NL | Erstveröffentlichung: 12. Juni 2020 mit VIZE feat. Leony             |
| 2021 | Stronger –                                 | — | — | — | — | Dance13 (17 Wo.)Dance | — | Erstveröffentlichung: 29. Januar 2021 feat. Kesha                    |
| 2021 | Pick Me Up –                               | — | — | — | — | Dance18 (8 Wo.)Dance | — | Erstveröffentlichung: 28. Mai 2021 mit Sam Fischer                   |
| 2021 | Call on Me –                               | — | — | — | — | Dance48 (1 Wo.)Dance | — | Erstveröffentlichung: 15. Oktober 2021 feat. Georgia Ku              |
| 2021 | Follow Me –                                | — | — | — | — | Dance15 (20 Wo.)Dance | NL28 (8 Wo.)NL | Erstveröffentlichung: 10. Dezember 2021 mit Rita Ora                 |
| 2024 | Mi amor –                                  | — | — | — | — | — | NL14 (14 Wo.)NL | Erstveröffentlichung: 13. Juni 2024 mit Jvke & Anitta                |

Weitere Singles
| - 2014: Bloesem (mit De Hofnar) - 2014: Zolang ik jou heb (mit De Hofnar vs. Henk Westbroek) - 2014: Hot Skin (mit Kav Verhouzer) - 2015: Midnight Hearts (mit The Him feat. Angi3) - 2015: Drive You Home (mit The Him feat. The Donnies The Amys) - 2016: Been a While - 2016: Feels Like Home (feat. Dante Klein & Milow) - 2016: All the Kids (feat. Lulleaux) - 2016: We Don’t Walk We Fly (feat. Bright Sparks) - 2016: Hungry Eyes (feat. Meleka) - 2016: Forgiveness (feat. Joe Cleere) - 2016: Shadows of Love (feat. Heidi Rojas) - 2016: Runaways (mit Deepend feat. Teemu) - 2016: What About the Love - 2017: Open Your Eyes (mit Hook N Sling) - 2017: Fade Away (mit Lush & Simon feat. Inna) - 2017: Wishing Well (feat. Olivia Sebastianelli) - 2018: Down for Anything (mit Möwe feat. Karra) - 2018: Just to Feel Alive (feat. JRM) - 2018: Qing Fei De Yi (情非得已) (mit Trouze feat. Derrick Hoh) | - 2018: Heaven (Don’t Have a Name) (feat. Jeremy Renner) - 2019: Gold (feat. Kate Ryan) - 2019: One Day (mit Yves V feat. Rozes) - 2019: Magnets (feat. Sophie Simmons) - 2019: Hide & Seek (mit Srno feat. Joe Housley) - 2020: You Should Know (mit Fedde Le Grand feat. Craig Smart) - 2020: Use Your Love (mit The Him feat. GoldFord) - 2020: The Best Days (mit Karma Child feat. Tabitha) - 2020: Everything About You (feat. Your Friend Polly) - 2020: Home Sweet Home (feat. Alma & Digital Farm Animals) - 2021: Pick Me Up (mit Sam Fisher) - 2021: The Riddle (feat. Lateshift) - 2022: Madness (mit Frank Walker feat. Zak Abel) - 2022: Hate Me (mit salem ilese) - 2022: Late Night Feels (mit Monsta X) - 2022: Future in Your Hands (mit David Solomon feat. Aloe Blacc) - 2022: Better (mit Gavin James) - 2024: Rest of my life (mit Jonas Blue als Endless Summer feat. Sadie Rose Van) - 2024: Crying on the Dancefloor (mit Jonas Blue als Endless Summer feat. Violet Days, NL: Gold) |

### Remixe
- Fleetwood Mac – Big Love (De Hofnar & Sam Feldt Remix)
- Mumford & Sons – I Will Wait (Bloombox & Sam Feldt Remix)
- Naxxos – New Orleans (Sam Feldt Remix)
- Sander van Doorn & Firebeatz – Guitar Track (Sam Feldt Remix)
- I Am Oak – On Trees and Birds and Fire (Sam Feldt & Bloombox Remix)
- Jose Gonzalez – Stay Alive (Sam Feldt & Chris Meid Remix)
- Avicii – Waiting for Love (Sam Feldt Remix)
- Years & Years – Eyes Shut (Sam Feldt Remix)
- On June feat. Tesity – The Devil’s Tears (Sam Feldt Edit)
- R3hab & Quintino – Freak (Sam Feldt Remix)
- Zwette feat. Molly – Rush (Sam Feldt Remix)
- Shaun feat. Conor Maynard – Way Back Home (Sam Feldt Edit)
- AJ Mitchell feat. Ava Max – Slow Dance (Sam Feldt Remix)
- James Blunt – The Truth (Sam Feldt Remix)
- Ed Sheeran feat. Camila Cabello & Cardi B – South of the Border (Sam Feldt Remix)
- MÖWE feat. Conor Maynard & RANI – Talk to Me (Sam Feldt Edit)
- Jaymes Young – Happiest Year (Sam Feldt Remix)
- JeeCee – Milavain (Sam Feldt Edit)
- Clean Bandit & Mabel feat. 24kGoldn – Tick Tock (Sam Feldt Remix)
- Elderbrook – Back to My Bed (Sam Feldt Remix)
- Sam Fisher & Demi Lovato – What Other People Say (Sam Feldt Remix)
- Jonah Kagen – Catching a Dream (Sam Feldt Remix)
- George Ezra – Green Green Grass (Sam Feldt Remix)
- Becky Hill & Galantis – Run (Sam Feldt Remix)
- Sam Ryder – Space Man (Sam Feldt Remix)

## Auszeichnungen für Musikverkäufe
| Goldene Schallplatte - Frankreich - 2021: für die Single Post Malone - 2025: für die Single Crying on the Dancefloor - Italien - 2017: für die Single Show Me Love - 2018: für die Single Runaways - 2020: für die Single Post Malone - Polen - 2021: für die Single Post Malone - 2024: für die Single Crying on the Dancefloor - Portugal - 2022: für die Single Post Malone - Spanien - 2024: für die Single Post Malone | Platin-Schallplatte - Australien - 2020: für die Single Post Malone - Dänemark - 2018: für die Single Show Me Love - 2020: für die Single Post Malone - Neuseeland - 2021: für die Single Show Me Love - Schweden - 2015: für die Single Show Me Love 2× Platin-Schallplatte - Kanada - 2021: für die Single Post Malone - Neuseeland - 2022: für die Single Post Malone |

Anmerkung: Auszeichnungen in Ländern aus den Charttabellen bzw. Chartboxen sind in ebendiesen zu finden.
| Land/RegionAuszeichnungen für Musikverkäufe (Land/Region, Auszeichnungen, Verkäufe, Quellen) | Gold       | Platin       | Verkäufe  | Quellen              |
| -------------------------------------------------------------------------------------------- | ---------- | ------------ | --------- | -------------------- |
| Australien (ARIA)                                                                            | —          | Platin1      | 70.000    | aria.com.au          |
| Dänemark (IFPI)                                                                              | —          | 2× Platin2   | 180.000   | ifpi.dk              |
| Deutschland (BVMI)                                                                           | 2× Gold2   | —            | 400.000   | musikindustrie.de    |
| Frankreich (SNEP)                                                                            | 2× Gold2   | —            | 200.000   | snepmusique.com      |
| Italien (FIMI)                                                                               | 3× Gold3   | —            | 85.000    | fimi.it              |
| Kanada (MC)                                                                                  | —          | 2× Platin2   | 160.000   | musiccanada.com      |
| Neuseeland (RMNZ)                                                                            | —          | 3× Platin3   | 90.000    | radioscope.co.nz     |
| Niederlande (NVPI)                                                                           | Gold1      | —            | 45.000    | nvpi.nl              |
| Österreich (IFPI)                                                                            | —          | Platin1      | 30.000    | ifpi.at              |
| Polen (ZPAV)                                                                                 | 2× Gold2   | —            | 50.000    | olis.pl              |
| Portugal (AFP)                                                                               | Gold1      | —            | 5.000     | Einzelnachweise      |
| Schweden (IFPI)                                                                              | —          | Platin1      | 40.000    | sverigetopplistan.se |
| Spanien (Promusicae)                                                                         | Gold1      | —            | 30.000    | elportaldemusica.es  |
| Vereinigte Staaten (RIAA)                                                                    | —          | Platin1      | 1.000.000 | riaa.com             |
| Vereinigtes Königreich (BPI)                                                                 | —          | 2× Platin2   | 1.200.000 | bpi.co.uk            |
| Insgesamt                                                                                    | 12× Gold12 | 13× Platin13 |           |                      |